# Franziskanerkloster (Krosno)

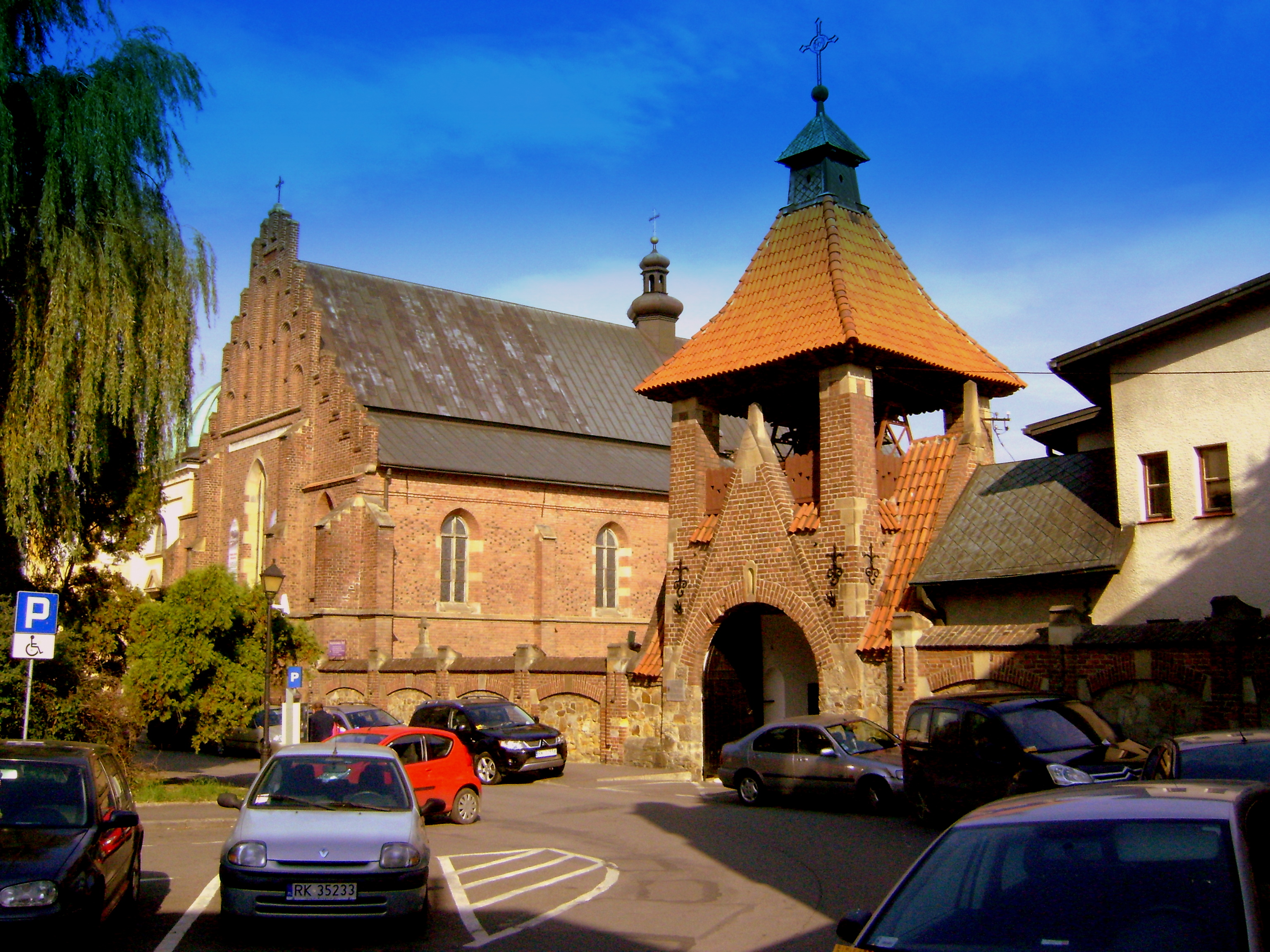
Eingang

Das Franziskanerkloster Krosno ist ein Kloster der Franziskaner in Krosno, Polen. Es liegt innerhalb der Stadtmauern in der Krosnoer Altstadt.

## Geschichte
Es ist nicht bekannt, wann das Kloster gegründet wurde. Möglicherweise befanden sich die Franziskaner bereits vor dem Mongolensturm 1241, bei dem die Stadt fast vollständig zerstört wurde, in Krosno. 1399 brannte das Kloster (erneut) ab und wurde im 15. Jahrhundert im Stil der Backsteingotik wieder aufgebaut. Der spätere Heilige Johannes von Dukla war in den 1430er Jahren Guardian des Klosters. Die gotische Marienkirche ist seit dem 15. Jahrhundert Teil des Klosters. Das Kloster wurde in der Renaissance ausgebaut. Zahlreiche Renaissance-Grabmäler polnischer Magnaten sind im Kloster erhalten.